# (53285) Mojmír
(53285) Mojmír ist ein Asteroid des Hauptgürtels, der am 24. März 1999 an der Sternwarte Ondřejov (IAU-Code 557) südlich von Prag entdeckt wurde.
Der Asteroid wurde am 10. September 2003 nach dem mährischen Fürsten Mojmír I. benannt, der von etwa 830 bis 846 regierte und der erste historisch belegte Herrscher der Mährer war.